# Telaranea dispar
Telaranea dispar là một loài rêu tản trong họ Lepidoziaceae. Loài này được (Mont. ex Hook. f. & Taylor) E.A. Hodgs. miêu tả khoa học lần đầu tiên năm 1962.